# Ратлам
Ратлам (хинди रतलाम, англ. Ratlam) — город на западе индийского штата Мадхья-Прадеш, в районе Малава. Административный центр одноимённого округа.

## География и климат
Расположен на высоте 487 м над уровнем моря, примерно в 303 км к западу от города Бхопал.
Климат Ратлама характеризуется как тропический. Летний сезон начинается в середине марта и может быть особенно жарким в апреле и мае, характеризуется крайне низкой влажностью. Сезон муссонов начинается с конца июня, средняя температура в этот период — около 26°С. Зима начинается с середины ноября, климат довольно мягкий и засушливый. Летние температуры могут достигать 48-50°С, а зимние опускаться до 2°С. Среднегодовой уровень осадков: 890—970 мм.

## Население
По данным переписи 2011 года население Ратлам составляет 264 810 человек, из них 139 766 мужчин и 134 126 женщин.
Уровень грамотности — 87,89 % (93,15 % мужчин и 82,44 % женщин). Доля детей в возрасте младше 6 лет — 10,7 %.
По данным переписи 2001 года население города насчитывало 221 267 человек. Доля мужчин составляла 52 %, а доля женщин — 48 %. Уровень грамотности составлял 75 % (80 % мужчин и 69 % женщин). Доля детей в возрасте до 6 лет — 13 %.

## Транспорт
Ратлам является важной железнодорожной развязкой. Вокзал города — один из наиболее загруженных в Индии. Соединён с городом Индаур национальной трассой № 79. Регулярное автобусное сообщение осуществляется по таким направлениям как Удайпур, Бансвара, Нимуч, Индаур и Бхопал.

## Достопримечательности
В 18 км к юго-западу от города находится храм Билпакешвара, построенный в X—XI вв. и посвящённый богу Шиве. В округе Ратлам имеется также ещё около 10 храмов.